# Молиния
Моли́ния (лат. Molínia) — олиготипный род многолетних травянистых растений семейства Злаки, или Мятликовые (Poaceae).
Род назван в честь чилийского натуралиста-ботаника, иезуита Хуана Игнасио Молины.

## Ботаническое описание

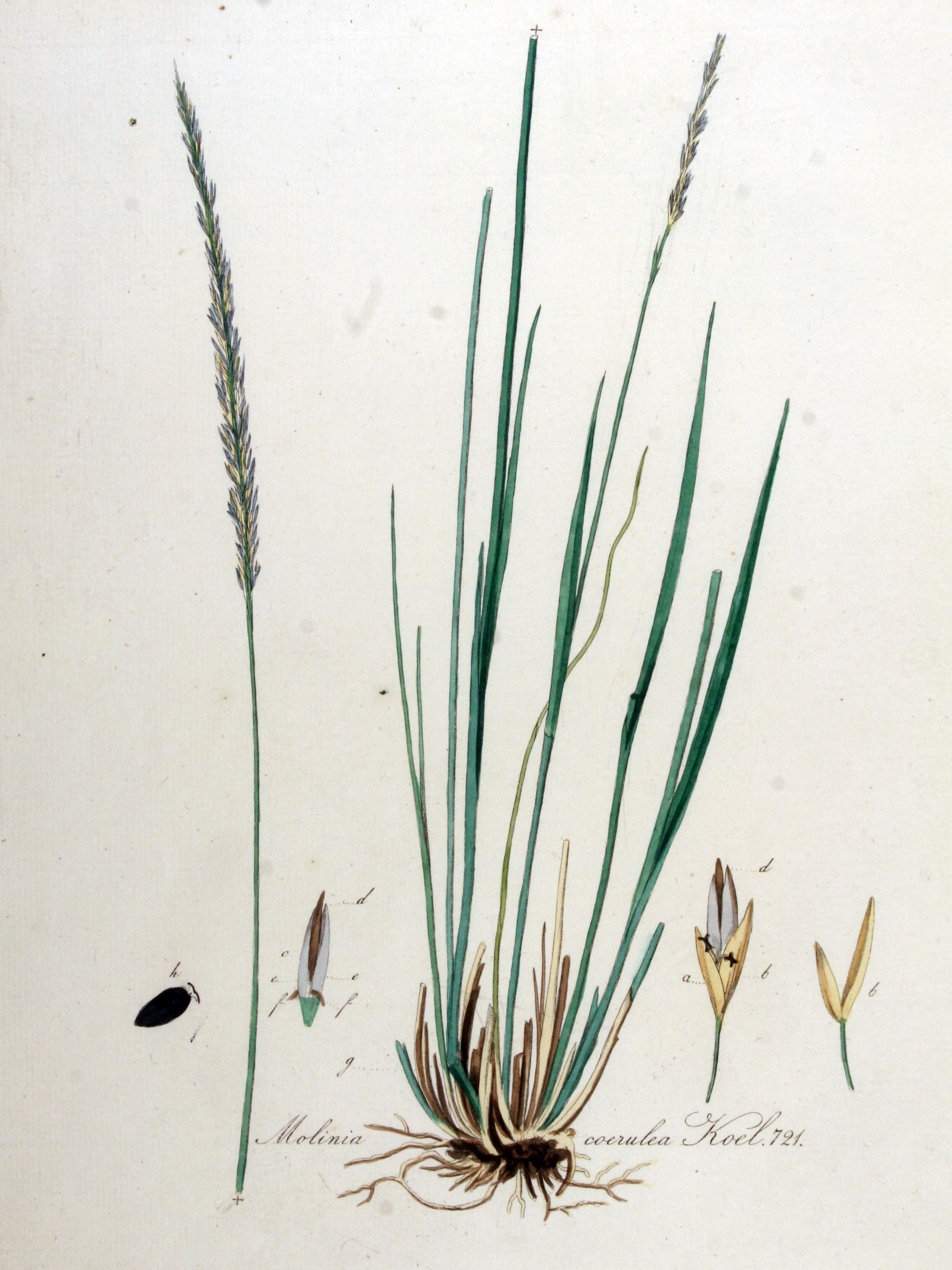
Молиния голубая.

Многолетнее травянистое растение. Молиния — гемикриптофит: густые листья зимой защищают от вымерзания почки возобновления, находящиеся около поверхности земли. Имеются короткие корневища. Прямостоячие стебли, в зависимости от вида, имеют высоту от 15 до 120 см. Есть лигула. Узкие, шершавые листья, чаще всего серо-голубого цвета, имеют длину от 30 до 90 см. Яркая осенняя окраска листьев варьирует от жёлтых до жёлто-коричневых и красно-коричневых тонов.
Соцветие состоит из одиносных колосков 4—15 мм длиной. Фертильные колоски с черешками, содержат от одного до шести цветков. Также присутствуют стерильные цветки. Колосковые чешуи с килевидным выступом или без него. Плёнчатая нижняя цветковая чешуя бескилевая, бескрылая, с 3—5 жилками. Цветковая чешуя с остью и двумя жилками. Имеется две мясистых лодикулы. Тычинки 3.
Плод — обратнояйцевидная зерновка.

## Ареал и местообитание
Распространены в Европе, умеренных областях Азии, Северной Америке. Является типичной луговой травой.

## Хозяйственное значение и применение
Молиния имеет множество разновидностей, применяющихся в садоводстве. Может использоваться как для одиночных, так и групповых посадок. Сорт 'Variegata' подходит для каменистых садов. Хорошо смотрится в вересковых садах. Цветки и семенная шелуха нашли своё применение во флористике.
Сухие соцветия с семенами остаются на растениях до весны и делают сад декоративным зимой. Как и многие другие многолетники, молиния легко размножается делением куста (вегетативное размножение).

## Список видов
Род Молиния включает 2 вида:
- Molinia caerulea (L.) Moench — Молиния голубаяtypus[1]
- Molinia japonica Hack. — Молиния японская